# Морозів
Моро́зів (колишня назва: Малий Мукарів) — село в Україні, у Новодунаєвецькій селищній територіальній громаді Кам'янець-Подільського району Хмельницької області.

## Географія
Морозів розташоване між річками Ушицею та Ушкою, за 19 км від Дунаївців та за 21 км від залізничної станції Дунаївці на лінії Кам'янець-Подільський — Гречани — Ларга. Село розташоване переважно на рівнині, південно-східна частина села, яку ще називають Морозівкою, розкинулась на пониззі вздовж струмка Ставки.

### Клімат
Морозів знаходяться в межах вологого континентального клімату із теплим літом.
| Кліматограма Морозів | Кліматограма Морозів | Кліматограма Морозів | Кліматограма Морозів | Кліматограма Морозів | Кліматограма Морозів | Кліматограма Морозів | Кліматограма Морозів | Кліматограма Морозів | Кліматограма Морозів | Кліматограма Морозів | Кліматограма Морозів |
| --- | -------------------- | -------------------- | -------------------- | -------------------- | -------------------- | -------------------- | -------------------- | -------------------- | -------------------- | -------------------- | -------------------- |
| С | Л                    | Б                    | К                    | Т                    | Ч                    | Л                    | С                    | В                    | Ж                    | Л                    | Г                    |
| 37 −1 −6 | 39 1 −6              | 46 7 −2              | 55 14 4              | 66 20 10             | 86 23 14             | 101 25 16            | 68 25 15             | 65 19 11             | 45 13 5              | 45 6 1               | 40 1 −4              |
| Середня макс. і мін. температури повітря (°C) Атмосферні опади (мм), за рік : 693 мм. Джерело: Морозів «Climate-Data.org» |                      |                      |                      |                      |                      |                      |                      |                      |                      |                      |                      |

## Історія

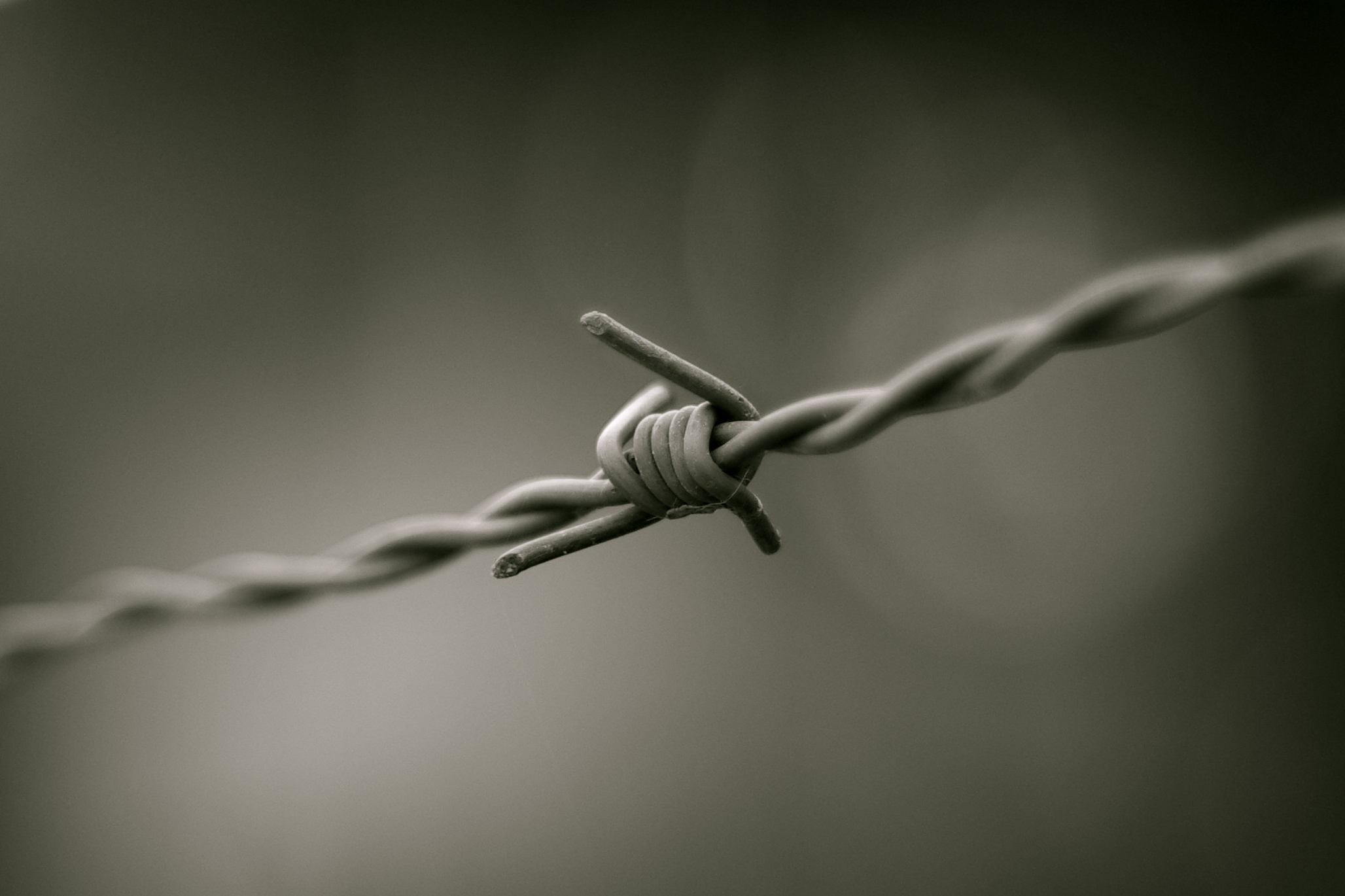
[http://www.reabit.org.ua/nbr/?st=3®ion=&ss=Морозів&logic=or&f1_type=begins&f1_str=&f2_type=begins&f2_str=&f3_type=begins&f3_str=&f4_from=&f4_till=&f7%5B%5D=all&f14%5B%5D=all#list Національний банк репресованих

Село вперше згадується у 1542 році як Малий Мукарів.
Внаслідок поразки визвольних змагань на початку XX століття, село надовго окуповане російсько-більшовицькими загарбниками.
Радянська окупація принесла колективізацію та розкуркулення, мешканці села зазнали репресій.
В 1932–1933 селяни села пережили сталінський голодомор.
З 1991 року в складі незалежної України.
13 серпня 2015 року шляхом об'єднання сільських рад, село увійшло до складу Новодунаєвецької селищної громади.
17 липня 2020 року, в результаті адміністративно-територіальної реформи та ліквідації Дунаєвецького району, село увійшло до складу Кам'янець-Подільського району.

## Населення
| 1970   | 1989  | 2001  | 2021  | 2022  |
| ------ | ----- | ----- | ----- | ----- |
| → 1119 | ↘ 859 | ↘ 734 | ↘ 539 | ↘ 530 |

### Мова
У селі поширені західноподільська говірка та південноподільська говірка, що відносяться до подільського говору, який належить до південно-західного наріччя.

## Релігія
- Костел Матері Божої Ченстоховської (РКЦ)
- Жіночий монастир Свято-Троїцький (УПЦ МП)
- Церква Успіння Богородиці (ПЦУ)

## Відомі уродженці
- Бех-Романчук Марина Олександрівна — українська легкоатлетка.
- Коцемир Віктор Францович — колишній голова Вінницької (2002–2004) та Хмельницької (2004–2005) облдержадміністрацій.
- Кушнір Альона Миколаївна — українська військовослужбовиця, учасниця Війни за незалежність та суверенітет України, оборони Маріуполя та «Азовсталі».

## Пам'ятки
У селі є дерев'яна церква Успіння збудована у 1879 – 1888 роках.
На південь від села розташована ботанічна пам'ятка природи «Морозівська Дача».